# Rick Adelman
Richard Leonard Adelman, detto Rick (Lynwood, 16 giugno 1946), è un ex cestista e allenatore di pallacanestro statunitense, professionista nella NBA.
Nel 2021 è stato inserito fra i membri del Naismith Memorial Basketball Hall of Fame in qualità di allenatore.

## Carriera
Venne selezionato dai San Diego Rockets al settimo giro del Draft NBA 1968 (79ª scelta assoluta).

## Statistiche
| Stagione  | Squadra             | Regular Season | Regular Season | Regular Season | Regular Season | Regular Season           | Post Season                                                    |
| Stagione  | Squadra             | V              | P              | % V            | G              | Posizione finale         | Post Season                                                    |
| --------- | ------------------- | -------------- | -------------- | -------------- | -------------- | ------------------------ | -------------------------------------------------------------- |
| 1988-89   | Portland T. Blazers | 14             | 21             | 40,0           | 35             | 5º in Pacific Division   | Sconfitto al Primo Round dai Lakers (0-3)                      |
| 1989-90   | Portland T. Blazers | 59             | 23             | 72,0           | 82             | 2º in Pacific Division   | Sconfitto alle NBA finals dai Pistons (1-4)                    |
| 1990-91   | Portland T. Blazers | 63             | 19             | 76,8           | 82             | 1º in Pacific Division   | Sconfitto alle Finali di Conference dai Lakers (1-4)           |
| 1991-92   | Portland T. Blazers | 57             | 25             | 69,5           | 82             | 1º in Pacific Division   | Sconfitto alle NBA finals dai Bulls (2-4)                      |
| 1992-93   | Portland T. Blazers | 51             | 31             | 62,2           | 82             | 3º in Pacific Division   | Sconfitto al Primo Round dai Spurs (1-3)                       |
| 1993-94   | Portland T. Blazers | 47             | 35             | 57,3           | 82             | 4º in Pacific Division   | Sconfitto al Primo Round dai Rockets (1-3)                     |
| 1995-96   | G.S. Warriors       | 36             | 46             | 43,9           | 82             | 6º in Pacific Division   | Manca i play-off                                               |
| 1996-97   | G.S. Warriors       | 30             | 52             | 36,6           | 82             | 7º in Pacific Division   | Manca i play-off                                               |
| 1998-99   | Sacramento Kings    | 27             | 23             | 54,0           | 50             | 3º in Pacific Division   | Sconfitto al Primo Round dai Jazz (2-3)                        |
| 1999-2000 | Sacramento Kings    | 44             | 38             | 53,7           | 82             | 5º in Pacific Division   | Sconfitto al Primo Round dai Lakers (2-3)                      |
| 2000-01   | Sacramento Kings    | 55             | 27             | 67,1           | 82             | 2º in Pacific Division   | Sconfitto alle Semifinali di Conference dai Lakers (0-4)       |
| 2001-02   | Sacramento Kings    | 61             | 21             | 74,4           | 82             | 1º in Pacific Division   | Sconfitto alle Finali di Conference dai Lakers (3-4)           |
| 2002-03   | Sacramento Kings    | 59             | 23             | 72,0           | 82             | 1º in Pacific Division   | Sconfitto alle Semifinali di Conference dai Mavericks (3-4)    |
| 2003-04   | Sacramento Kings    | 55             | 27             | 67,1           | 82             | 2º in Pacific Division   | Sconfitto alle Semifinali di Conference dai Timberwolves (3-4) |
| 2004-05   | Sacramento Kings    | 50             | 32             | 61,0           | 82             | 2º in Pacific Division   | Sconfitto al Primo Round dai SuperSonics (1-4)                 |
| 2005-06   | Sacramento Kings    | 44             | 38             | 53,7           | 82             | 3º in Pacific Division   | Sconfitto al Primo Round dai Spurs (2-4)                       |
| 2007-08   | Houston Rockets     | 55             | 27             | 67,1           | 82             | 3º in Southwest Division | Sconfitto al Primo Round dai Jazz (2-4)                        |
| 2008-09   | Houston Rockets     | 53             | 29             | 65,4           | 82             | 2º in Southwest Division | Sconfitto alle Semifinali di Conference dai Lakers (3-4)       |
| 2009-10   | Houston Rockets     | 42             | 40             | 51,2           | 82             | 3º in Southwest Division | Manca i play-off                                               |
| 2010-11   | Houston Rockets     | 43             | 39             | 52,4           | 82             | 5º in Southwest Division | Manca i play-off                                               |
| 2011-12   | Minnesota T'wolves  | 26             | 40             | 39,4           | 66             | 5º in Southwest Division | Manca i play-off                                               |
| 2012-13   | Minnesota T'wolves  | 31             | 51             | 37,8           | 82             | 5º in Southwest Division | Manca i play-off                                               |
| 2013-14   | Minnesota T'wolves  | 40             | 42             | 48,8           | 82             | 3º in Southwest Division | Manca i play-off                                               |
|           | Carriera            | 1042           | 749            | 58,2           | 1791           |                          |                                                                |

## Palmarès

### Allenatore
- 3 volte allenatore all'NBA All-Star Game (1991, 2001, 2003)